# Coronel (Estados Unidos)

O Exército dos EUA veste uma insígnia azul quando está no posto de coronel no ramo de infantaria. O estilo e o jeito de vesti-las pode variar de acordo com o setor.

Insígnia do Corpo de Fuzileiros Navais dos EUA do posto de coronel. O estilo e o jeito de vesti-las pode variar de acordo com o setor.

Insígnia da Força Aérea dos EUA e da Força Espacial dos EUA do posto de coronel. O estilo e o jeito de vesti-las pode variar de acordo com o setor.

Insígnia "Classe A" do Exército dos EUA do posto de coronel, usada de setembro de 1959 a outubro de 2015.

Insígnias discretas como as usadas no atualUniforme utilitário de combate(USMC) e anteriormente usadas no antigo Uniforme de camuflagem do deserto e no Uniforme de batalha.

No Exército dos Estados Unidos, Corpo de Fuzileiros Navais, Forças Aéreas e Forças Espaciais, o coronel é o posto de oficial militar de mais alto nível em campo, logo acima do posto de tenente-coronel e logo abaixo do posto de general de brigada. Equivale ao posto de capitão naval nos demais serviços uniformizados. Por lei, era exigido pelo menos 22 anos de serviço cumulativo de um oficial e um mínimo de três anos como tenente-coronel antes de ser promovido a tal cargo. Com o ato da assinatura da Lei de Autorização de Defesa Nacional de 2019 (NDAA 2019), os serviços militares passaram a ter autorização para delegar diretamente novos oficiais para o posto de coronel. O grau de remuneração para um coronel é O-6.
Quando usado sozinho, a insígnia é vista à direita, localizada nos capacetes e nos uniformes de combate. Quando usada em pares, a insígnia é encontrada no lado esquerdo do uniforme do oficial, enquanto que uma versão espelhada da mesma é usada no seu lado direito, de modo que ambas as cabeças da águia fiquem posicionadas adiante, na frente de seu usuário.
A Patrulha Aérea Civil também um posto de coronel.

## Insígnia

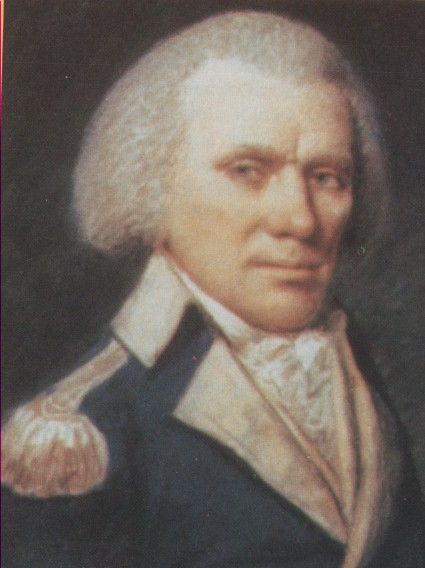
William Few no uniforme de coronel da Armada Continental

A insígnia do coronel trata-se de uma águia prateada que representa a sua forma como dominadora no Grande Selo dos Estados Unidos (que é o brasão das forças armadas dos Estados Unidos). Assim como no Grande Selo, a águia tem um “escudo americano” sobreposto em seu peito e está segurando um ramo de oliveira e um feixe de flechas em suas garras. Todavia, na versão simplificada da imagem do Grande Selo, a águia carece do pergaminho em seu bico e sua gloriosa rosa acima de sua cabeça. No Grande Selo, o ramo de oliveira está sempre presente na garra direita da águia, enquanto que o feixe de flechas está sempre em sua garra esquerda. A cabeça da águia fica direcionada em direção ao ramo de oliveira, em vez de flechas, preconizando paz em vez de guerra. Como resultado, a cabeça da águia está sempre direcionada à esquerda do observador. Algumas insígnias da águia em coronéis de 1920 para 1950 estão voltadas para as flechas, embora isso não seja mais feito. O tamanho da versão completa da águia do coronel é exatamente de 5,08 centímetros de diâmetro de uma ponta da asa a outra.

Contudo, quando usado sem par correspondente, como na boina de patrulha, boina da guarnição/boina da aviação, ou na frente do uniforme do Exército, Força Aérea, ou no uniforme da Força Espacial OCP, existem diferentes formas de usar a imagem da águia espelhada para cada categoria. No Exército Americano, Força Aérea Americana, e na Força Espacial Americana, a águia é sempre usada com “a cabeça da águia virada para a direita de quem veste,” com a garra direita fincada em um ramo de oliveira (veja Department of the Army Pamphlet 670-1, paragraph 19-6 [a][1]). Na Marinha Americana, Corpo de Fuzileiros Navais Americano, Guarda Costeira Americana, NOAA, e o PHSCC, a águia é usada com “a cabeça adiante” no lado direito do usuário da guarnição (veja Marine Corps Order P1020.34G, Uniform Regulation, paragraph 4005d[1]). Uma vez que a insígnia do serviço de oficial é usada no lado esquerdo e a insígnia do posto é usado no lado direito do Fuzileiro. Na boina da Marinha, Guarda Costeira e guarnição NOAA, a águia está com a cabeça virada para a esquerda com o ramo de oliveira presente na garra esquerda, cuja imagem espelhada na direita é uma única águia dos oficiais do Exército, Aeronáutica, e Forças Espaciais. 

Insígnia do posto de coronel do exército dos EUA
Insígnia do posto de coronel do Corpo de Fuzileiros Navais dos EUA.
Insígnia do posto de Coronel da Força Aérea dos EUA.
Insígnia do posto de Coronel da Força Espacial dos EUA.
Insígnia do posto de Coronel da Patrulha Aérea Civil.

## Referência
1. ↑  «Air Force Colonel - Military Ranks». Military-Ranks.org. Consultado em 19 de outubro de 2022
2. ↑  «US Army Direct Commissioning». U.S. Army Talent Management (em inglês). Consultado em 19 de outubro de 2022
3. ↑  «Officer Rank Insignia». dodfire.com
4. ↑  https://quicksearch.dla.mil/qsDocDetails.aspx?ident_number=123202